# Miasto Vodnjan
Miasto Vodnjan (chorw. Grad Vodnjan) – jednostka administracyjna w Chorwacji, w żupanii istryjskiej. W 2011 roku liczyła 6119 mieszkańców.